# Römerberg (Linz)

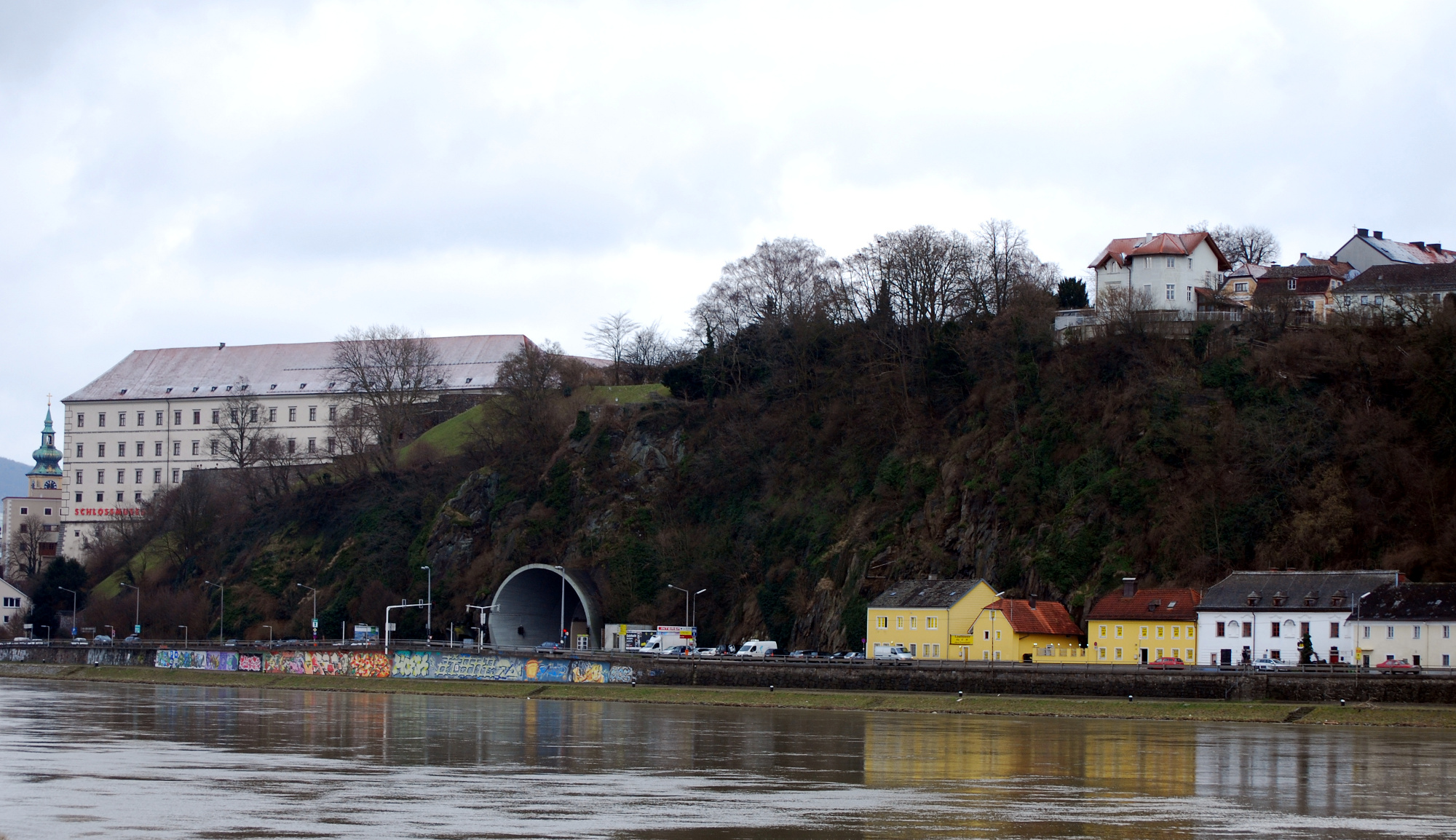
Römerberg mit Linzer Schloss und Römerbergtunnel

Der Römerberg ist ein Hügel in der Linzer Innenstadt. Er verläuft parallel zur Donau vom Linzer Schloss (dort Schlossberg genannt) in Ost-West-Richtung bis zum Freinberg. Seine Höhe beträgt etwa 50 Meter über dem Niveau der Donau.

## Lage
Große Teile des Römerbergs liegen im Bezirk Froschberg. Das Ostende mit dem Linzer Schloss liegt allerdings bereits in der Linzer Innenstadt.

## Einrichtungen
Folgende Einrichtungen liegen am (oder im) Römerberg:
- Linzer Schloss
- Römerbergtunnel
- Martinskirche
- Römerbergschule

## Quelle
- Römerberg – LinzWiki

Koordinaten: 48° 18′ N, 14° 17′ O